# Arcas tuneta
Arcas tuneta is een vlinder uit de familie van de Lycaenidae. De wetenschappelijke naam van de soort werd als Thecla tuneta in 1865 gepubliceerd door William Chapman Hewitson.

## Synoniemen
- Arcas marginata Austin & Johnson, 1995
- Arcas viriditas Austin & Johnson, 1995
- Arcas arcadia Bálint, 2002